# Undervisnings- och kulturministeriet
Undervisnings- och kulturministeriet (UKM) (Opetus- ja kulttuuriministeriö (OKM) på finska) är ett ministerium i Finland. Ministeriets verksamhetsområde omfattar utbildning, kultur, sport, ungdoms- och kyrkans angelägenheter. Nuvarande (2024) utbildningsminister i regeringen Orpo är Anders Adlercreutz och minister för vetenskap och kultur är Sari Multala.

## Ministeriet i dagens Finland
Idag omfattar utbildnings- och kulturministeriet utbildningsinstitutioner som grundskolor, gymnasier, yrkesskolor, universitet, yrkeshögskolor samt frågor som rör vetenskaplig forskning, konst, upphovsrätt, sport, kyrkor och andra religiösa samfund, ungdomsarbete, bibliotek, museer och arkiv. Utbildnings- och kulturministeriet omfattar Utbildningsstyrelsen, Studentexamensnämnden (YTL), Finlands Akademi, Centrum för inhemska språk (Kotus), Museiverket, Riksarkivet, Sveaborgs administration, Nationella audiovisuella institutet och Nationella centret för utbildningsutvärdering (Karvi).

### Ansvarsområde
Till undervisnings- och kulturministeriets ansvarsområde hör enligt statsrådets reglemente:
- forskning, utbildning och småbarnspedagogik
- konst, kultur, idrott och ungdomsarbete
- arkiv-, musei- och del allmänna biblioteksväsendet
- evangelisk-lutherska kyrkan, det ortodoxa kyrkosamfundet samt övriga religiösa samfund
- studiestödet
- upphovsrätt

## Historia
Ministeriet för utbildning och kultur är ett av Finlands äldsta ministerier. Dess verksamhet började 1809 när Finland fick sin egen centralregering och autonomi. Ministeriets namn har förändrats flera gånger genom åren.